# サドラ
サドラは、特撮テレビドラマ『帰ってきたウルトラマン（以下、帰マン）』をはじめとする「ウルトラシリーズ」に登場する架空の怪獣。別名は岩石怪獣。
『帰マン』の本放送当時から、書籍ではサドラーとサドラの2つの名前で呼称されていたが、関連番組『ウルトラ怪獣大百科』（1988年）で「サドラーと呼ぶのは誤り」と紹介されて以降は、後者が正式名称とされている。

## 『帰ってきたウルトラマン』に登場するサドラ
『帰ってきたウルトラマン』第3話「恐怖の怪獣魔境」に登場。
霧に覆われて絶壁に囲まれていることから転落事故が頻繁に起こるうえ、竜伝説があることから魔の山と言われる霧吹山に生息する怪獣。体色は茶色。両手足と尻尾先のハサミは鋭い刃を持ち、鋼鉄をも切り裂く。身体の数十本の関節は自由に曲げられる。設定では尾から猛毒を噴き出すとされる。
潜伏には絶好の条件下にある霧吹山に入山する登山者を襲っており、調査に訪れたMATの加藤隊長も襲うが、ハサミを攻撃されて退く。その後は鉢合わせたデットンと戦い、ウルトラマンジャックとの対戦の際には連携して2体でジャックを追い詰めるが、デットンを倒された直後に八つ裂き光輪で首を切断されて倒される。
- スーツアクター：遠矢孝信（ノンクレジット）[10][8]
- 『ウルトラマン』では「ウルトラマンと戦う怪獣は1話につき1体だけ」と決められていたため[要出典]、『帰マン』では初めて2匹以上の怪獣が協力してウルトラ戦士と戦う回となった。
- 着ぐるみは撮影終了後、『ウルトラマンタロウ』放送当時の『小学三年生』1973年9月号のプレゼント企画にて、20個のパーツに分割されて抽選の対象となった[11]。
- デザインは池谷仙克が担当[出典 4]。企画段階ではサソリのハサミの怪獣として設定されており、デザイン画に記された名称は「サソラー」だった[出典 5]。
- 造形は開米プロが担当[8][14]。開米プロは東宝特美が制作したアーストロン・タッコング・ザザーンの改修として参加し、第3話から造形を本格的に担当した[14]。
- 加藤と郷を襲うのはシナリオではサドラであった[8]。
- 『ウルトラマンメビウス』では、霧吹山の霧はサドラ自身が発生させているという設定が追加された（後述）。
- 大伴昌司の構成による『ウルトラ怪獣入門』では、「弱い者いじめが大好きな卑怯な怪獣」と紹介されていた[17]。
- 『帰マン』の挿入歌「怪獣音頭」の歌詞では、冷凍怪獣のように紹介されている。

## 『レッドマン』に登場するサドラ
『レッドマン』第26、28、第116 - 120、122、125 - 127、131、133、134話に登場。
- 第26話：ダンガーを倒すが、レッドマンが現れ、レッドナイフで胸を刺されて倒される。
- 第28話：ゴーストロンに倒される。
- 第116話：シュガロンとともにレッドマンと戦うが、レッドチョップで倒される。
- 第117話：グドン、ザゴラスとともにレッドマンと戦うが、レッドナイフを刺されて倒される。
- 第118話：イカルス星人、グドン、ザゴラスとともにレッドマンと戦うが、レッドナイフで倒される。
- 第119話：イカルス星人、グドン、ザゴラス、シュガロンとともにレッドマンと戦うが、レッドナイフで倒される。
- 第120話：ドラキュラスとともにレッドマンと戦うが、レッドキックで倒される。
- 第122話：ビーコンとともにレッドマンと戦うが、レッドキックで倒される。
- 第125話：イカルス星人、ドラキュラスとともにレッドマンと戦うが、レッドキックで倒される。
- 第126話：ビーコン、バット星人とともにレッドマンと戦うが、レッドナイフ、レッドショットの連続攻撃で倒される。
- 第127話：ビーコン、バット星人とともにレッドマンと戦うが、レッドアローで倒される。
- 第131話：レッドキックで倒される。
- 第133話：コダイゴンとともにレッドマンと戦うが、レッドアローで胸を刺されて倒される。

## 『ウルトラマンメビウス』に登場するサドラ
『ウルトラマンメビウス』第5話「逆転のシュート」、第8話「戦慄の捕食者」に登場。
『帰マン』に登場したサドラの別個体で、CREW GUYSのドキュメントMATにデータが記録されている。ボガールに復活させられた後、体表から揮発性の分泌液を出し、強力なジャミング効果を持つ磁気を帯びた霧の電磁セクリションフォッグを発生させる。また、霧吹山に入り込んだハイカーの家族を、伸縮できる腕の先にあるハサミの重層ベローズピンチで襲い、全員まとめて捕食する。この個体をはじめ、『メビウス』に登場する個体は両耳にサメのロレンチーニ器官と同じような生体電流感知器官を持っており、それによって霧の中でも正確に相手を認識できる。
霧吹山でGUYSと交戦した1体目はその直後にボガールに捕食されたが（カザマ・マリナは断末魔の声を聞いている）、それは第6話の記録映像の分析で判明する。2体目が都市部に出現してアベックや女子高生たちを次々と捕食し、霧をまといながらの攻撃でGUYSやウルトラマンメビウスを翻弄するが、ガンローダーにベンチレーション・ボルテクサーで霧を吹き飛ばされたところをメビウスにメビュームシュートで倒される。しかし、さらに3体目と4体目が出現して消耗したメビウスに襲いかかろうとしたところ、突如現れたハンターナイト ツルギにそれぞれナイトシュートの一撃で倒される。
第8話では5体目が山中に出現してボガールに捕食されるが、画面に映るのは腕の部分のみである。
- スーツアクター：末永博志
- 造型は品田冬樹が担当[23]。体形は初代のそれから曲がった首の先に頭があるものにアレンジされたうえ、体表から分泌液を出すという設定に基づき、身体の蛇腹の感覚が広めにとられている[23]。伸びた状態の腕も別に1本作られている[23]。スーツは足が短く動きにくいが、第5話監督の髙野敏幸はそれを逆手に取り、電磁セクリションフォッグや重層ベローズピンチなどの設定を上手く活かすことができたと述べている[24]。

### 『ウルトラマンメビウス外伝 超銀河大戦』に登場するサドラ
DXウルトラコクピット版『ウルトラマンメビウス外伝 超銀河大戦』に登場。
怪獣墓場で眠っていたが、アークボガールによって目覚めさせられ、GUYSに襲いかかる。

## 『ウルトラギャラクシー大怪獣バトル』に登場するサドラ
『ウルトラギャラクシー大怪獣バトル』第1話「怪獣無法惑星」、第5話「ベラルゴシティの罠」、第6話「もう一人の怪獣使い」に登場。
惑星ボリスに出現してテレスドンと激闘を繰り広げるが、そこにレッドキングが乱入してきたことから三つ巴の戦いとなる。最後はレッドキングに首を絞められ、泡を吹いて絶命する。
第5話では、ベラルゴシティに複数体が出現してケイトが操るファイヤーゴルザに襲いかかるが、ファイヤーゴルザのマグマパンチや強化超音波光線で全滅する。
第6話でも大群で出現し、ペンドラゴンに襲いかかるが、ワイバーンミサイルの斉射で一掃される。
- スーツアクター：末永博志
- オープニングではドラゴリーと対決している。

## 『大怪獣バトル ウルトラ銀河伝説 THE MOVIE』に登場するサドラ
映画『大怪獣バトル ウルトラ銀河伝説 THE MOVIE』に登場。
ウルトラマンベリアルのギガバトルナイザーの力で怪獣墓場から復活し、ベリアルに操られる怪獣軍団の1体として怪獣墓場でウルトラ戦士やレイの怪獣たちを迎え撃つ。主にリトラと戦い、その後も軍団の中では長く残るが、ウルトラマンゼロのゼロスラッガーによって他の怪獣共々倒される。
また、初代サドラが百体怪獣ベリュドラの右角を構成する怪獣の1体、『ウルトラマンメビウス』の登場個体が胴体を構成する怪獣の1体となっている。

## 『ウルトラゾーン』に登場するサドラ
『ウルトラゾーン』第1話のコントパート「怪獣転校生」に登場。
有名中学校に毎年合格者を出す私立小学校の6年1組に転校生としてやってくる。
また、第7話アイキャッチでは、テープカット中の姿が書かれている。
- 声は山本匠馬が担当。

## 『ウルトラゼロファイト』に登場するサドラ
『ウルトラマン列伝』内のアクションドラマ『ウルトラゼロファイト』第1部「新たなる力」に登場。
バット星人グラシエが怪獣墓場から蘇らせた怪獣軍団の1体。グドン、テレスドン、ベムラーと共に出現し、怪獣墓場を訪れたウルトラマンゼロを襲うが、グドン共々ストロングコロナゼロの格闘に瞬殺され、爆死する。

## 『ウルトラマンギンガS』に登場するサドラ（SD）
『ウルトラマンギンガS』第4話「強さの意味」に登場。
アンドロイド・ワンゼロがモンスライブし、ウルトラマンビクトリーと対決する。ショウが敵から得た力であるスパークドールズの使用に迷いを抱いていたために力を発揮できないことに乗じ、霧に隠れて腕を伸ばしての攻撃で優位に立ったうえ、ビクトリーに加勢したギンガとの対決でも尻尾攻撃や重層ベローズピンチで手こずらせるが、ギンガストリウムのウルトラショットで倒される。
その後、スパークドールズはショウが前述の理由から受け取りを拒んだためにヒカルの手に渡っており、終盤でグドン（SD）に襲われたレピを助ける際にウルトライブし、スパークドールズそのものに悪意はないことをショウに教えたため、最終的には彼の手に渡っている。
- スーツアクター：力丸佳大
- 能力は『ウルトラマンメビウス』での設定を継承している[38]。第4話監督の石井良和は『メビウス』に助監督として参加しており、サドラの腕の操作も行っていた[38][39]。

## 『ウルトラマンデッカー』に登場するサドラ
『ウルトラマンデッカー』第10話「人と怪獣」に登場。
ネオメガスに倒された怪獣の1体であり、投げ飛ばされる様子がナースデッセイ号のモニターに資料映像として映された。
- スーツアクター：矢倉翔太

## その他の作品に登場したサドラ
- 『ウルトラマンタロウ』第25話のイメージイラストでは、エンペラ星人が3万年前に光の国を襲来した際の怪獣軍団の中に姿を見せている。
- 映画『新世紀2003ウルトラマン伝説 THE KING'S JUBILEE』では、ウルトラマンキングの誕生日を怪獣たちと共に祝福する。
- 『ウルトラマンギンガ』では、「ダークスパークウォーズ」への参戦中、異形の手のモノによってスパークドールズに変えられる。
- データカードダス『大怪獣バトル ULTRA MONSTERS』の拡張第1に技カードとして登場。スキルは「魔境の霧」。
- 2009年のHONDA「ステップワゴン スパーダ」のCMでは、スパーダを恐れて他の怪獣と共に道を空ける役で出演している。

### 漫画作品
- 漫画『ウルトラマン超闘士激伝』では、ザム星人が率いるエンペラ陸軍の闇闘士となっている。玩具のみで漫画本編には登場していないが、復刊された単行本第4巻にてイラストが描き下ろされている。
- 漫画『ウルトラマンSTORY 0』では、小型肉食恐竜似のアレンジが加えられたデザインとなっている。第11話に3体が登場し、ウルトラマンに生きたまま捕縛されるが、その直後にバルタン星人によって殺害される。
- 漫画『大怪獣バトル ウルトラアドベンチャー』では、第2話で山形を襲撃する。また、過去の惑星ボリスに生息していた怪獣としても登場する。